# Intercom
Intercom (ISSN 0106-8105) var et dansk science fiction-fanzine, der udkom i 12 numre mellem 1980 og 1982. 
Bladet havde udgangspunkt i den engelske tv-serie Månebase Alpha (Space: 1999), som var blevet vist på DR i 1976-77.
Det indeholdt dog også stof om andre film og tv-serier. 
Intercom blev redigeret og udgivet af Lis Therkildsen & Carsten Andresen, der boede i Odense. De skrev også en stor del af indholdet. 
Bladets øvrige skribenter var Nicolas Barbano, Grethe Bøe-Hansen, Ole Flensted, Henrik List Hansen, Klaus Johansen, Steen Knudsen, Bjarne Lund-Jensen, Jørgen Mindahl og Steen V. Pedersen.
Det sidste nummer af bladet hed Intercom One, var på engelsk og indeholdt bl.a. et interview med den danske skuespiller Ina Skriver, der havde spillet rumpige i et af seriens afsnit.

## Trivia
I 1981 udkom Intercom-parodien Ildcom 9, angiveligt skrevet og udgivet af "Johnny B. Bad".
En "intercom" er navnet på de kommunikationssøjler, der i tv-serien er placeret overalt på Månebase Alpha.